# Liste der Ortsteile Wilsdruffs

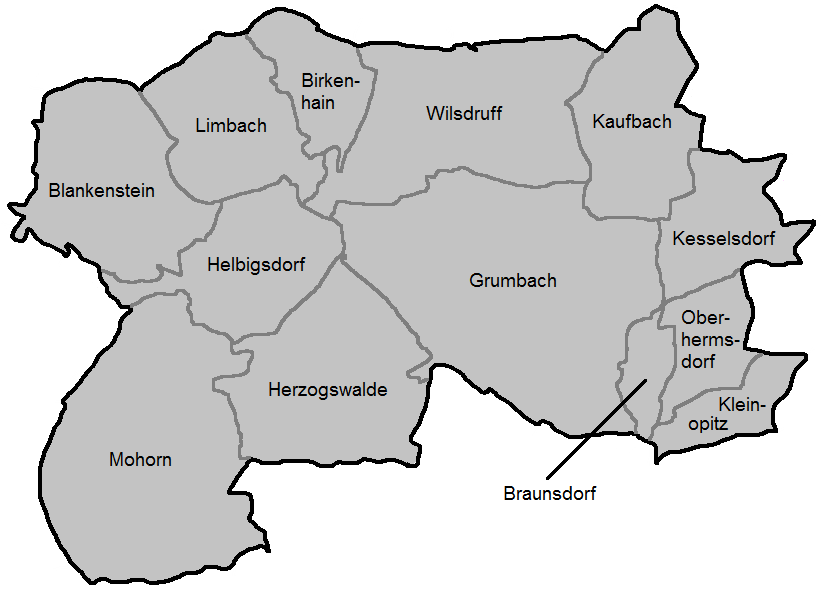
Gemarkungen der Stadt Wilsdruff

Die Liste der Ortsteile Wilsdruffs gibt einen Überblick über die 14 Gemeindeteile der Stadt Wilsdruff im Landkreis Sächsische Schweiz-Osterzgebirge.

## Beschreibung
Die Stadt Wilsdruff besteht neben dem Kernort Wilsdruff aus dreizehn weiteren Ortsteilen. Als erste umliegende Gemeinde wurde Kaufbach am 1. Januar 1973 eingemeindet. Limbach folgte am 1. Januar 1974 mit dem Ortsteil Birkenhain. In den 1980er Jahren wurden keine umliegenden Orte eingemeindet, es blieb bei der Kernstadt und drei Ortsteilen. Die Eingliederung von Helbigsdorf-Blankenstein mit den Ortsteilen Helbigsdorf und Blankenstein war die erste in den 1990er Jahren und erfolgte zum 1. Januar 1996. In den folgenden fünfeinhalb Jahren werden noch einmal drei Gemeinden nach Wilsdruff eingegliedert. Das sind Grumbach (9. Juli 1998), Mohorn mit Grund und Herzogswalde (1. August 2000) sowie Kesselsdorf mit den Ortsteilen Braunsdorf, Kleinopitz und Oberhermsdorf am 1. August 2001. Durch diese Eingemeindungen sind die Fläche und die Bevölkerungszahl Wilsdruffs sehr stark angestiegen.
Bei den Eingemeindungen wurden die Ortsteile eines eingegliederten Ortes von ihren ehemaligen übergeordneten Gemeinden getrennt und als eigener Ortsteil von Wilsdruff geführt.

## Legende
- Name: Name des Ortsteils
- Karte: Lage des Ortsteils in Wilsdruff
- Eingemeindung: Datum der Eingemeindung des Ortes nach Wilsdruff bzw. in eine Vorgängergemeinde
- Wappen: Wappen des Ortsteiles
- Ersterwähnung: Jahr der erstmaligen urkundlichen Erwähnung
- Einwohner: Einwohnerzahl des Ortsteils
- Höhe: Höhenlage des Ortsteils über Normalnull
- Koordinaten: Lage des Ortes
- Bild: Bild aus dem Stadt- bzw. Ortsteil

## Ortsteile
| Name          | Karte | Eingemeindung                                                              | Wappen                                | Ersterwähnung | Einwohner | Höhe | Koordinaten            | Bild                                |
| ------------- | ----- | -------------------------------------------------------------------------- | ------------------------------------- | ------------- | --------- | ---- | ---------------------- | ----------------------------------- |
| Birkenhain    |       | 1. Juli 1950 (nach Limbach) 1. Januar 1974 (nach Wilsdruff)                | Wappen unbekannt oder nicht vorhanden | 1310          | 144       |      | Lage von Birkenhain    |                                     |
| Blankenstein  |       | 1. Jan. 1974 (nach Helbigsdorf) 1. Januar 1996 (nach Wilsdruff)            | Wappen von Blankenstein               | 1283          |           |      | Lage von Blankenstein  |                                     |
| Braunsdorf    |       | 1. März 1994 (nach Kesselsdorf) 1. August 2001 (nach Wilsdruff)            | Wappen von Braunsdorf                 | 1210          | 650       | 300  | Lage von Oberhermsdorf |                                     |
| Grumbach      |       | 9. Juli 1998                                                               | Wappen von Grumbach                   | 1223          | 1680      |      | Lage von Grumbach      | Grumbacher Kirche                   |
| Grund         |       | 1. Aug. 2000 zu Mohorn gehörig 1. August 2000 (nach Wilsdruff)             | Wappen unbekannt oder nicht vorhanden | 1508          |           |      | Lage von Grund         | Ehemalige Erzgrube, später Molkerei |
| Helbigsdorf   |       | 1. Dez. 1994 (zu Helbigsdorf-Blankenstein) 1. Januar 1996 (nach Wilsdruff) | Wappen unbekannt oder nicht vorhanden | 1378          | 305       |      | Lage von Helbigsdorf   |                                     |
| Herzogswalde  |       | 1. Jan. 1974 (nach Mohorn) 1. August 2000 (nach Wilsdruff)                 | Wappen von Herzogswalde               | 1428          | 700       |      | Lage von Herzogswalde  | Herzogswalder Kirche                |
| Kaufbach      |       | 1. Jan. 1973                                                               | Wappen von Kaufbach                   | 1281          | 431       |      | Lage von Kaufbach      |                                     |
| Kesselsdorf   |       | 1. Aug. 2001                                                               | Wappen von Kesselsdorf                | 1223          | 2372      | 319  | Lage von Kesselsdorf   | Ortsansicht und Kirche              |
| Kleinopitz    |       | 1. Jan. 1973 (nach Braunsdorf) 1. August 2001 (nach Wilsdruff)             | Wappen von Kleinopitz                 | 1350          | 500       | 300  | Lage von Kleinopitz    |                                     |
| Limbach       |       | 1. Jan. 1974                                                               | Wappen von Limbach                    | 1334          | 251       |      | Lage von Limbach       |                                     |
| Mohorn        |       | 1. Aug. 2000                                                               | Wappen von Mohorn                     | 1267          | 1300      |      | Lage von Mohorn        | Ortsansicht und Kirche              |
| Oberhermsdorf |       | 1. Jan. 1973 (nach Braunsdorf) 1. August 2001 (nach Wilsdruff)             | Wappen von Oberhermsdorf              | 1190          | 549       |      | Lage von Oberhermsdorf |                                     |
| Wilsdruff     |       | Kernort                                                                    | Wappen von Wilsdruff                  | 1259          |           |      | Lage von Wilsdruff     | Luftaufnahme von Wilsdruff          |